# David Harewood
David Harewood (Birmingham, 8 de dezembro de 1965) é um ator inglês. Ele treinou na Royal Academy of Dramatic Art. Ele é conhecido por interpretar o diretor de contra terrorismo da CIA, David Estes, em Homeland, J'onn J'onzz / Caçador de Marte em Supergirl e Warlin Door em Alan Wake 2.

## Carreira
Em 1990, ele apareceu pela primeira vez como convidado na série médica Casualty, onde interpretou Paul Grant durante o episódio "A Will to Die", mais tarde apareceu novamente na série em 1993, onde interpretou Leon. No mesmo ano, ele apareceu na série "detetives The Bill", onde ele interpretou Williams durante o episódio "Eye-Witness", em 1992, ele interpretou Malcolm Jackson em "Force Is Part of the Service", mais tarde voltou para a série em 1995, agora interpretando Ed Parrish no episódio "Kicking", finalmente sua última aparição foi em 1997, como Robbie Coker em "True to Life Player".
Em 1999, ele se juntou ao elenco da série "The Vice", onde ele interpretou o sargento e inspetor de polícia Joe Robinson
Em 2009, ele se juntou ao elenco da terceira e última temporada da série "Robin Hood", onde ele jogou Friar Tuck, um membro do grupo Robin de Locksley. No mesmo ano ele apareceu como convidado na popular série britânica "Doctor Who", onde Ele deu vida ao bilionário Joshua Naismith.
Em 2010, ele apareceu na primeira temporada da série "Strike Back" interpretando o coronel Tshuma.
Em 2015, ele se juntou ao elenco do filme "Spooks: The Greater Good", onde ele interpretou o oficial Francis Warrender, um agente do MI5 que morre após um terrorista do grupo criminoso Adam Qasim, detonar uma bomba. No mesmo ano, ele se juntou ao elenco da série "Supergirl" onde ele interpreta atualmente J'onn J'onzz / Caçador de Marte.

## Filmografia

### Séries de televisão
| Ano             | Título                             | Personagem                      | Notas                                |
| --------------- | ---------------------------------- | ------------------------------- | ------------------------------------ |
| 2017 - presente | Madiba                             | -                               | -                                    |
| 2016 - 2021     | Supergirl                          | J'onn J'onzz / Caçador de Marte | Elenco Principal                     |
| 2017            | The Flash                          | J'onn J'onzz / Caçador de Marte | episódio "Duet"                      |
| 2016            | The Night Manager                  | Joel Steadman                   | 5 episódios - miniserie              |
| 2016            | Beowulf: Return to the Shieldlands | Scorann                         | 2 episódios - miniserie              |
| 2014            | Selfie                             | Sam Saperstein                  | 13 episódios                         |
| 2013            | By Any Means                       | Napier                          |                                      |
| 2013            | The Wrong Mans                     | Cirujano                        | episódio "The Wrong Mans"            |
| 2013            | Playhouse Presents                 | Victor                          | episódio "Hey Diddly Dee"            |
| 2011 - 2012     | Homeland                           | David Estes                     | 24 episódios                         |
| 2011            | The Body Farm                      | Tom Wilkes                      |                                      |
| 2011            | Hustle                             | Don Coleman                     | episódio "The Fall of Railton FC"    |
| 2010            | Strike Back                        | Coronel Tshuma                  | 2 episódios                          |
| 2009 - 2010     | Doctor Who                         | Joshua Naismith                 | 2 episódios                          |
| 2009            | The Fixer                          | Richard Millar                  |                                      |
| 2009            | Robin Hood (Serie)                 | Tuck                            | 12 episódios                         |
| 2008            | Criminal Justice                   | Freddie Graham                  | 4 episódios - miniserie              |
| 2008            | The Last Enemy                     | Patrick Nye                     | 5 episódios - miniserie              |
| 2008            | The Palace                         | Maj. Simon Brooks               | 8 episódios                          |
| 2007            | New Tricks                         | Martin Viner                    | episódio "Ducking and Diving"        |
| 2006            | Masterpiece Theatre                | Matthew / Rev. Nicholas Bedwell | episódio "The Ruby in the Smoke"     |
| 2006            | New Street Law                     | Det. Insp. Branston             | 2 episódios                          |
| 2004 - 2005     | Fat Friends                        | Max Robertson                   | 11 episódios                         |
| 2004            | Silent Witness                     | Angus Stuart                    | 2 episódios                          |
| 1999 - 2003     | The Vice                           | Sgt. Insp. Joe Robinson         | 28 episódios                         |
| 2001            | Babyfather                         | Augustus "Gus" Pottinger        |                                      |
| 2001            | An Unsuitable Job for a Woman      | Det. Insp. Peterson             | episódio "Playing God"               |
| 2001            | The Fear                           | Cuentista                       | episódio "Never Stop on a Motorway"  |
| 1999 - 2001     | Always and Everyone                | Dr. Mike Gregson                | 12 episódios                         |
| 1998            | Ballykissangel                     | Henry                           | episódio "As Stars Look Down"        |
| 1997            | Cold Feet                          | Sargento de Policía             | episódio "Pilot"                     |
| 1997            | Kavanagh QC                        | David Adams                     | episódio "Mute of Malice"            |
| 1997            | The Bill                           | Robbie Coker                    | episódio "True to Life Player"       |
| 1995            | Agony Again                        | Daniel                          | 7 episódios                          |
| 1995            | Game-On                            | Paul Johnson                    | episódio "Big Wednesday"             |
| 1995            | Hearts and Minds                   | Trevor                          | 4 episódios                          |
| 1994            | Capital Lives                      | -                               | episódio "Fall"                      |
| 1994            | Screen Two                         | Steward                         | episódio "Great Moments in Aviation" |
| 1993            | Casualty                           | Leon                            | episódio "Good Friends"              |
| 1993            | Medics                             | Nick                            |                                      |
| 1993            | Press Gang                         | Doctor                          | episódio "Friendly Fire"             |
| 1991 - 1992     | Spatz                              | Derek Puley                     | 3 episódios                          |
| 1991            | Murder Most Horrid                 | Jonathon                        | episódio "Murder at Tea Time"        |
| 1991            | Minder                             | Minder de Vinny                 | episódio "Too Many Crooks"           |
| 1991            | For the Greater Good               | David West                      | episódio "Member"                    |
| 1988            | South of the Border                | Errol                           |                                      |

### Filmes
| Ano  | Título                   | Personagem           | Notas |
| ---- | ------------------------ | -------------------- | --- |
| 2016 | Grimsby                  | Black Gareth         | Junto com Sacha Baron Cohen, Mark Strong, Annabelle Wallis, Ian McShane, Penélope Cruz y Scott Adkins           |
| 2015 | Spooks: The Greater Good | Francis Warrender    | Junto com Peter Firth, Kit Harington, Hugh Simon, Tim McInnerny, Tuppence Middleton e Elyes Gabel               |
| 2010 | Mrs Mandela              | Nelson Mandela       | Junto com Sophie Okonedo, David Morrissey, Vusi Kunene, David Dennis, Jacques Gombault y Rika Sennett           |
| 2007 | Blood Diamond            | Capitão Poison       | Junto com Leonardo DiCaprio, Djimon Hounsou, Jennifer Connelly, Arnold Vosloo, Kagiso Kuypers y Marius Weyers   |
| 2004 | Strings                  | Erito                | Junto com Derek Jacobi, James McAvoy, Ian Hart, Catherine McCormack, Samantha Bond e Oliver Golding             |
| 2004 | The Merchant of Venice   | Príncipe de Marrocos | Junto com Al Pacino, Jeremy Irons, Joseph Fiennes, Lynn Collins, Zuleikha Robinson, Kris Marshall y Charlie Cox |
| 1991 | Pirate Prince            | Jean-Baptiste        | Junto com Mona Hammond, Dearbhla Molloy, Thandie Newton, John Woodvine e Rudolph Walker                         |

### Jogos eletrônicos
| Ano  | Jogo                           | Personagem                  | Notas                                            |
| ---- | ------------------------------ | --------------------------- | ------------------------------------------------ |
| 2023 | Alan Wake 2                    | Warlin Door                 | voz do personagem, rosto e cutscenes live-action |
| 2016 | Call of Duty: Infinite Warfare | Sargento Segundo. Usef Omar | voz do personagem                                |
| 2013 | Killzone: Shadow Fall          | Sinclair                    | voz do personagem                                |
| 2011 | Battlefield 3                  | Capt. Quinton Cole          | voz do personagem                                |

### Aparições
| Ano  | Título                                  | Personagem | Notas                                 |
| ---- | --------------------------------------- | ---------- | ------------------------------------- |
| 2011 | Frankenstein's Wedding... Live in Leeds | Criatura   | Junto com Lacey Turner e Andrew Gower |

### Rádio
| Ano  | Título           | Personagem         | Notas |
| ---- | ---------------- | ------------------ | --- |
| 2013 | Neverwhere       | Marquis de Carabas | Junto com James McAvoy, Natalie Dormer, Ben Cumberbatch, Chris Lee, Bernard Cribbins, Anthony Head e David Schofield |
| 2005 | Northanger Abbey | Henry Tilney       | Junto com Julia McKenzie, Claire Skinner, Saskia Reeves, Jenny Agutter, John Rowe e John Shrapnel                    |
| 1998 | Troy             | Patroclus          | Junto com Toby Stephens, Oliver Cotton, Ian Hogg, Emma Fielding, Paul Scofield e Lindsay Duncan                      |

### Apresentador e Narrador
| Ano         | Programa             | Notas                                 |
| ----------- | -------------------- | ------------------------------------- |
| 2015        | Blitz Cities         | episódio "Birmingham" - apresentador  |
| 2014        | The Gospel of John   | narrador                              |
| 2013        | Who Murdered Maxine? | narrador                              |
| 2013        | 9/11: The Lost Hero  | narrador                              |
| 2012        | 30 for 30            | episódio "9.79*" - narrador           |
| 2012        | Horizon              | episódio "Global Weirding" - narrador |
| 2010        | Welcome to Lagos     | narrador                              |
| 2008 - 2009 | The Wright Stuff     | convidado                             |
| 2007        | The True Story       | 3 episódios - narrador                |
| 2005        | Rappin' at the Royal | narrador                              |

### Teatro
| Ano         | Obra                             | Personagem         | Diretor (a)     | Teatro           | Notas                                                  |
| ----------- | -------------------------------- | ------------------ | --------------- | ---------------- | ------------------------------------------------------ |
| 2010        | Welcome to Thebes                | Theseus            | -               | National Theatre | junto a Nikki Amuka-Bird, Chuk Iwuji y Bruce Myers     |
| 2009        | The Mountaintop                  | Martin Luther King | James Dacre     | Theatre503       | junto a Lorraine Burroughs                             |
| 2005        | Henry IV, Parts 1 & 2            | Henry Percy        | -               | National Theatre | -                                                      |
| 2004        | Badnuff                          | Tom                | Jonathan Lloyd  | The Soho Theatre | junto a Raquel Cassidy, Michael Obiora y Rachel Harvey |
| 2004 - 2005 | His Dark Materials               | Lord Asriel        | Nicholas Hytner | National Theatre | -                                                      |
| 1998        | Othello                          | Othello            | -               | National Theatre | -                                                      |
| 1997        | An Enemy of the People           | -                  | -               | -                | -                                                      |
| 1997        | Chips with Everything            | -                  | -               | -                | -                                                      |
| 1997        | The Invention of Love            | -                  | -               | -                | -                                                      |
| 1997        | Les Fausses Confidences          | -                  | -               | -                | -                                                      |
| 1997        | Oh Les Beaux Jours               | -                  | -               | -                | -                                                      |
| 1997        | Guys and Dolls                   | -                  | -               | -                | -                                                      |
| 1997        | King Lear                        | -                  | -               | -                | -                                                      |
| 1997        | Amy's View                       | -                  | -               | -                | -                                                      |
| 1997        | Closer                           | -                  | -               | -                | -                                                      |
| 1986        | Women Beware Women               | -                  | William Gaskill | Royal C. Theatre | junto a Simon Beale, Gary Oldman y Nigel Davenport     |
| -           | Light                            | -                  | -               | -                | -                                                      |
| -           | The London Cuckolds              | -                  | -               | -                | -                                                      |
| -           | Not About Nightingales           | -                  | -               | -                | -                                                      |
| -           | Peter Pan                        | -                  | -               | -                | -                                                      |
| -           | The Invention of Love            | -                  | -               | -                | -                                                      |
| -           | The Day I Stood Still            | -                  | -               | -                | -                                                      |
| -           | Mutabilitie                      | -                  | -               | -                | -                                                      |
| -           | The Prime of Miss Jean Brodie    | -                  | -               | -                | -                                                      |
| -           | Copenhagen                       | -                  | -               | -                | -                                                      |
| -           | Oklahoma!                        | -                  | -               | -                | -                                                      |
| -           | Brassed Off                      | -                  | -               | -                | -                                                      |
| -           | Our Lady of Sligo                | -                  | -               | -                | -                                                      |
| -           | The Forest                       | -                  | -               | -                | -                                                      |
| -           | The Riot                         | -                  | -               | -                | -                                                      |
| -           | Betrayal                         | -                  | -               | -                | -                                                      |
| -           | Guiding Star                     | -                  | -               | -                | -                                                      |
| -           | Cleo Camping Emmanuelle and Dick | -                  | -               | -                | -                                                      |
| -           | Haroun and Other Stories         | -                  | -               | -                | -                                                      |